# اس اند ام۲
اس و ام۲ (انگلیسی: S&M2) یک آلبوم زنده از گروه موسیقی هوی متال آمریکایی متالیکا و سمفونی سانفرانسیسکو است. این آلبوم دنباله اس اند ام است که در سال ۱۹۹۹ منتشر شد. مانند اس اند ام، این آلبوم در حین اجرای چیز سنتر در سان فرانسیسکو در سال ۲۰۱۹ ضبط شد. این اجرا همچنین به صورت تئاتریکال در ۹ اکتبر ۲۰۱۹ فیلمبرداری و منتشر شد.